# Тодд Кернс
Тодд «Dammit» Кернс (народився 5 грудня, 1967, Естеван, Саскачеван, Канада) канадський музикант, який працював з декількома успішними канадськими гуртами, найбільш відомий Age of Electric. В даний час Кернс є бас-гітаристом в гурті Слеша (Slash).
Він в даний час гастролює з гуртом гітариста Слеша (Slash).